# Núi Ōdaigahara
Núi Ōdaigahara hoặc Ōdaigahara-yama (大台ヶ原山) còn được gọi là Hinode-ga-take hoặc Hide-ga-take (日出ヶ岳) là một ngọn núi nằm trong dãy Daikō trên khu vực ranh giới giữa hai tỉnh Mie và Nara, Nhật Bản. Với độ cao 1.695 mét (5.561 ft), đây là ngọn núi cao nhất tỉnh Mie. Những con đường mòn đi bộ ở tỉnh Nara bắt đầu từ một bãi đỗ xe có chiều dài khoảng 1400 mét. Ngọn núi nổi tiếng khi là nhà của loài hươu và nhiều loài chim hoang dã gồm Oanh Nhật Bản, cuốc, gõ kiến. Năm 1980, Ōdaigahara cùng với Núi Ōmine được UNESCO công nhận là Khu dự trữ sinh quyển thế giới.
Ōdaigahara được Nhật báo Tokyo và Nhật báo Mainichi bình chọn vào top 100 Cảnh quan Nhật Bản.